# Empoasca volsella
Empoasca volsella är en insektsart som beskrevs av Hamilton 1987. Empoasca volsella ingår i släktet Empoasca och familjen dvärgstritar.
Artens utbredningsområde är Newfoundland. Inga underarter finns listade i Catalogue of Life.